# Норма Ніколс
Норма Ніколс (англ. Norma Nichols; 7 січня 1894, Санта-Ана, штат Каліфорнія — 27 листопада 1989) — американська акторка доби німого кіно. Відома за фільмами «The Ne'er-Do-Well» (1916), «Хам і дочка-відлюдниця» (1916) і «Припливи з Барнегат» (1917).

## Життєпис
Норма Ніколс померла 27 листопада 1989 року в Лос-Анджелесі, Каліфорнія.

## Фільмографія
- 1914 — Тісто і динаміт / Dough and Dynamite — дружина власника пекарні
- 1914 — Реквізитор / The Property Man
- 1914 — День Фатті Джона / Fatty's Jonah Day
- 1915 — Плутанина через фотографії / Fatty's Tintype Tangle
- 1917 — Припливи з Барнегат